# Wade Barrett
Stuart Alexander Bennett, meglio conosciuto con il ring name Wade Barrett (Penwortham, 10 agosto 1980), è un ex wrestler britannico sotto contratto con la WWE, dove svolge il ruolo di telecronista di SmackDown.
Nel 2010 è stato il vincitore della prima stagione di NXT, mentre nel 2015 ha trionfato nella ventesima edizione del King of the Ring; ha inoltre conquistato per cinque volte il WWE Intercontinental Championship.

## Carriera

### Circuito indipendente (2005–2007)
Stuart Bennett iniziò la propria carriera da wrestler nel luglio del 2005, esibendosi nel circuito indipendente britannico.

### Territori di sviluppo (2007–2010)
Nel marzo del 2007 Stuart Bennett effettuò un provino con la WWE e venne inviato nella federazione satellite Ohio Valley Wrestling, che fungeva da territorio di sviluppo, dove adottò il ring name Stu Sanders. Il 2 gennaio 2008 vinse il suo primo titolo, l'OVW Southern Tag Team Championship, in coppia con Paul Burchill; i due mantennero le cinture per circa due mesi, ma con la fine dell'accordo tra OVW e WWE, Bennett fu trasferito nella Florida Championship Wrestling, altro territorio di sviluppo della WWE.
Nella Florida Championship Wrestling, vinse l'FCW Florida Tag Team Championship in coppia con Drew McIntyre, ma lo perse dopo poco meno di un mese. Nell'ottobre del 2009 assunse il ring name Wade Barrett e divenne il commentatore della FCW insieme all'Hall of Famer Dusty Rhodes.

### World Wrestling Entertainment (2010–2016)

#### Capo del Nexus (2010–2011)

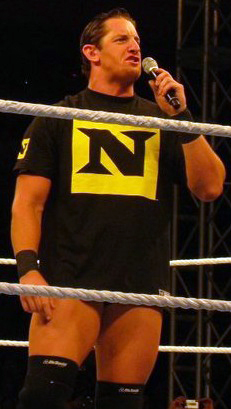
Wade Barrett nel 2010

Il 16 febbraio 2010 Barrett venne annunciato tra gli otto partecipanti al nuovo reality-show della WWE, NXT, con Chris Jericho come mentore. Il 1º giugno vinse la prima stagione del programma, superando Justin Gabriel e David Otunga in finale.
Wade Barrett ha fatto il suo esordio nel main roster durante la puntata di Raw del 7 giugno 2010, apparendo insieme agli altri partecipanti di NXT e attaccando John Cena, CM Punk, Luke Gallows e lo staff presente intorno al ring. La settimana successiva Barrett ha chiesto un contratto a tempo pieno per gli altri rookie (tranne Daniel Bryan) al General manager Bret Hart, che per tutta risposta lo ha licenziato (kayfabe); quella stessa sera i rookie (Darren Young, David Otunga, Heath Slater) hanno attaccato Hart e gli hanno concesso tempo fino al pay-per-view Fatal 4-Way per decidere il loro futuro. Il 20 giugno, a Fatal 4-Way, i rookie hanno interferito nel match per il WWE Championship di John Cena, favorendo indirettamente la vittoria di Sheamus. Il giorno dopo, a Raw, Vince McMahon ha licenziato Bret Hart e ha assunto un nuovo general mnager anonimo (kayfabe), che ha concesso i contratti ai sei rookie. Il gruppo ha continuato ad attaccare vari wrestler, tra cui Cena e lo stesso McMahon nella puntata di Raw del 28 giugno. Nella puntata di Raw del 5 luglio il gruppo ha annunciato di chiamarsi "The Nexus". Nella puntata di Raw del 12 luglio il Nexus (senza Darren Young, a causa di un infortunio dovuto a un attacco di Cena nei suoi confronti), ha lottato nel suo primo match sconfiggendo Cena in un 6-on-1 handicap match dopo che Justin Gabriel ha colpito Cena con un 450º splash. La settimana seguente Barrett ha fatto il suo debutto in un match singolo sconfiggendo Mark Henry. Il Nexus ha continuato la sua faida con Cena e con il roster di Raw, che è culminata in un seven-on-seven elimination tag team match a SummerSlam. Barrett è stato l'ultimo membro del Nexus a essere stato eliminato da Cena con una sottomissione, causando la sconfitta del Nexus. Dopo che Darren Young è stato esiliato dal gruppo per aver perso un match contro Cena la notte dopo SummerSlam e Skip Sheffield si è infortunato nel corso di un house show alle Hawaii due sere dopo, il Nexus ha affrontato Cena, Edge, Randy Orton, Sheamus e Chris Jericho in un altro match a eliminazione nella puntata di Raw del 30 agosto, con il Nexus che ha vinto quando Barrett ha schienato Orton.
Barrett ha ricevuto il suo match garantito per un titolo dovuta alla sua vittoria della prima stagione di NXT a Night of Champions, dove non è riuscito a vincere il WWE Championship in un Six-Pack Challenge match, in quanto è stato eliminato da Randy Orton. La faida tra Cena e il Nexus è continuata il 3 ottobre a Hell in a Cell, dove Barrett ha sconfitto Cena, costringendolo, come da stipulazione, a diventare un membro del Nexus. La notte seguente a Raw, con l'aiuto del resto del Nexus, Barrett ha vinto una battle royal per determinare il primo sfidante per il WWE Championship, quando Cena si è eliminato da solo sotto l'ordine di Barrett. Barrett ha affrontato Randy Orton per il WWE Championship a Bragging Rights, ma dopo aver ordinato a Cena di aiutarlo a vincere, questi ha interferito nel match causando la vittoria di Barrett per squalifica, ciò ha visto Orton mantenere il titolo. A Barrett è stata concessa una rivincita alle Survivor Series, consentendogli anche di scegliere un arbitro speciale. Barrett ha scelto Cena, con la stipulazione che se Barrett avesse vinto, a Cena sarebbe stato consentito di abbandonare il Nexus; tuttavia, se Barrett avesse fallito la vittoria del titolo, Cena sarebbe stato licenziato (kayfabe). Barrett è stato sconfitto da Orton alle Survivor Series, dopo che Cena lo spinto addosso a Orton che lo ha colpito con una RKO. Cena è stato licenziato, come da stipulazione del match, ma a causa dell'interferenza di quest'ultimo, Barrett ha ricevuto un'ulteriore rivincita per il titolo la notte seguente a Raw, ma è stato attaccato da Cena, che gli è costato il match. Dopo che Cena ha attaccato vari membri del Nexus nelle settimane successive, questi ultimi hanno richiesto a Barrett di riammetterlo, o sarebbe stato esiliato dal gruppo. Barrett ha aderito e ha fatto tornare Cena nella puntata di Raw del 13 dicembre, a condizione che i due si sarebbero affrontati in un chairs match a TLC, dove Cena ha vinto dopo aver colpito Barrett con una sedia 23 volte.
Barrett ha fatto il suo ritorno nella puntata di Raw del 3 gennaio 2011, quando si è confrontato con CM Punk, che ha preso la sua leadership durante la sua assenza. Punk ha dato a Barrett l'opportunità di mantenere la leadership, se fosse riuscito a vincere un triple threat steel cage match che includeva anche Randy Orton e Sheamus per determinare il contendente numero uno al WWE Championship detenuto da The Miz. Tuttavia, durante il match Punk è venuto a bordo ring attaccando Barrett, per poi levargli la fascia del Nexus che aveva sul braccio, facendo perdere sia il match sia la leadership del Nexus a Barrett. Barrett è tornato nella puntata di SmackDown del 7 gennaio, quando ha attaccato Big Show. La settimana seguente ha formato con Ezekiel Jackson e i suoi ex compagni del Nexus Justin Gabriel e Heath Slater, che hanno lasciato il Nexus quattro giorni prima a Raw, formando un gruppo chiamato "The Corre". Barrett si è poi qualificato all'Elimination Chamber match per il World Heavyweight Championship, ma all'omonimo pay-per-view è stato eliminato per primo da Big Show. Barrett ha sconfitto Kofi Kingston per vincere l'Intercontinental Championship nella puntata di SmackDown del 25 marzo,. A WrestleMania XXVII il Corre è stato sconfitto in un eight-man tag team match dal team formato da Kingston, Big Show, Kane e Santino Marella. Barrett ha difeso con successo l'Intercontinental Championship contro Kingston nella puntata di SmackDown del 22 aprile. Barrett, Gabriel e Slater hanno poi attaccato Jackson, escludendolo dal gruppo nella puntata di SmackDown del 6 maggio. Barrett ha sfidato Jackson in un match per l'Intercontinental Championship a Over the Limit, dove Barrett ha mantenuto il titolo, nonostante abbia perso il match per squalifica, dopo che Gabriel e Slater hanno attaccato Jackson durante il match. Ha poi difeso il titolo contro di nuovo contro Jackson nella puntata di SmackDown del 3 giugno e, seppur abbia perso il match per countout, Barrett ha mantenuto il titolo ancora una volta. La settimana successiva il Corre si è sciolto dopo che Barrett ha abbandonato il match che vedeva coinvolti Gabriel e Slater, che hanno poi perso. Barrett ha perso l'Intercontinental Championship contro Jackson a Capitol Punishment, per poi non riuscire a riconquistarlo nella rivincita svoltasi il 24 giugno a SmackDown. Barrett ha poi preso parte al Money in the Bank ladder match di SmackDown a Money in the Bank, affrontando Heath Slater, Justin Gabriel, Kane, Sin Cara, Daniel Bryan, Cody Rhodes e Sheamus. Il match è stato vinto da Daniel Bryan, che però Barrett ha sconfitto a SummerSlam.

#### Faida con Randy Orton (2011–2012)

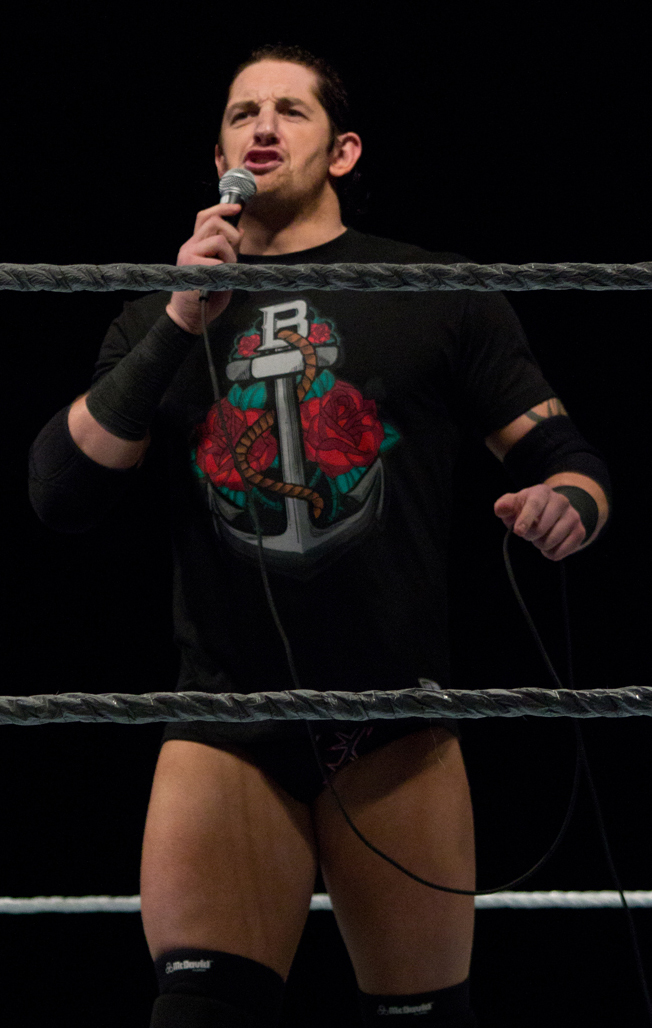
Wade Barrett nel 2012

Nella puntata di SmackDown del 21 ottobre Barrett ha parlato delle sue alleanze passate, definendole come una "legione di parassiti" e affermando che l'unica persona che ha bisogno di successo è se stesso; ha poi giurato che il "Barrett Barrage" è appena iniziato e ha sconfitto Daniel Bryan. La settimana successiva ha iniziato una striscia di vittorie, sconfiggendo John Morrison, Trent Barreta, Sheamus e Randy Orton in match singoli. Nel mese di novembre ha iniziato una faida con lo stesso Orton ed entrambi sono stati annunciati come capitani dei loro team per le Survivor Series. La striscia vincente di Barrett si è interrotta nella puntata di Raw del 14 novembre, quando è stato sconfitto da Orton per squalifica dopo che il Team Barrett ha attaccato quest'ultimo. il Team Barrett ha sconfitto il Team Orton alle Survivor Series, con Barrett e Cody Rhodes rimasti come ultimi sopravvissuti del match. Barrett ha preso parte a un fatal four-way match contro Orton, Cody Rhodes e Daniel Bryan per determinare il contendente numero uno al World Heavyweight Championship nella puntata di SmackDown del 25 novembre, in cui Bryan ha vinto.
Barrett ha continuato la sua faida con Orton attaccandolo e distraendolo nei suoi match. Nella puntata di SmackDown del 9 dicembre Barrett e Orton sono stati messi in due "Beat the Clock Challenge" match, dove il vincitore avrebbe scelto la stipulazione per il loro match a TLC. Barrett ha sconfitto Ezekiel Jackson in 07:53, ma Orton ha sconfitto Dolph Ziggler in 07:51 scegliendo il tables match, che Barrett ha perso dopo essere stato colpito con una RKO a mezz'aria sul tavolo. Nella puntata di SmackDown del 23 dicembre i due hanno avuto una rissa nel backstage, che è terminata quando Orton ha colpito Barrett con una RKO su una macchina. Ciò ha portato a un Falls Count Anywhere match nella successiva puntata di SmackDown, dove Barrett ha spinto Orton sotto delle scale prima di uscire attraverso una porta. Durante il segmento Orton ha sofferto di un'ernia del disco, restando fuori dalle scene per un paio di settimane. Orton è tornato dall'infortunio nel gennaio 2012, eliminando Barrett dal Royal Rumble match dell'omonimo pay-per-view. La faida tra i due si è conclusa nella puntata di SmackDown del 3 febbraio, quando Barrett è stato sconfitto da Orton in un no disqualification match. Barrett ha perso parte all'Elimination Chamber match per il World Heavyweight Championship all'omonimo pay-per-view, ma è stato eliminato da Santino Marella. La notte seguente a Raw ha subito un parziale dislocamento al braccio dopo che Big Show gli ha gettato Dolph Ziggler addosso durante una battle royal, rimanendo fuori dagli show televisivi.

#### Varie faide e infortunio (2012–2014)
Nell'agosto 2012 la WWE ha iniziato a mandare in onda delle vignette che mostravano Barrett combattere in un "fight club" nel tentativo di "riaccendere la fiamma". Barrett ha fatto il suo ritorno nella puntata di SmackDown del 7 settembre sconfiggendo Yoshi Tatsu.
Alle Survivor Series la squadra capitanata da Dolph Ziggler, di cui Barrett fa parte, ha sconfitto quella di Mick Foley, anche se Barrett è stato eliminato durante il match da The Miz. Barrett ha poi sfidato senza successo Kofi Kingston per l'Intercontinental Championship a TLC, ma è riuscito a vincere il titolo per la seconda volta il 29 dicembre 2012, durante la registrazione della puntata di Raw (andata in onda due giorni dopo).
Nel 2013, dopo una breve rivalità con il debuttante Bo Dallas, nel mese di marzo ha iniziato una faida con Chris Jericho e The Miz, che lo ha portato a difendere con successo l'Intercontinental Championship nella puntata di Raw del 18 marzo, perdendolo tuttavia nel pre-show di WrestleMania 29 contro lo stesso Miz. Barrett ha riconquistato il titolo per la terza volta la notte seguente a Raw.
Barrett ha perso il titolo contro Curtis Axel il 17 giugno a Payback in un triple threat match che includeva anche The Miz, non riuscendo a riconquistare il titolo in una rivincita contro Axel. Ha poi partecipato al Money in the Bank ladder match per la valigetta contenente un contratto di un match garantito per il World Heavyweight Championship, ma non è riuscito a vincere.

#### Campione intercontinentale (2014–2015)
Nella puntata di Raw successiva a WrestleMania XXX, usando il nuovo ring name di Bad News Barrett, ha sconfitto Rey Mysterio e in quella del 14 aprile Dolph Ziggler, avanzando così nel torneo per decretare il primo sfidante per l'Intercontinental Championship. Nella puntata successiva di Raw ha sconfitto nella semifinale del torneo Sheamus e in quella del 28 aprile ha sconfitto Rob Van Dam nella finale del torneo, guadagnandosi un match titolato a Extreme Rules contro il campione Big E. Barrett ha conquistato il titolo per la quarta volta in carriera.
Barrett ha difeso con successo l'Intercontinental Championship sconfiggendo Rob Van Dam a Payback. Nella puntata di Main Event del 3 giugno ha mantenuto nuovamente il titolo contro Van Dam, vincendo per squalifica. Barrett ha nuovamente difeso il titolo nella puntata di SmackDown del 6 giugno, quando ha sconfitto Cesaro e Van Dam. Nella puntata di Raw del 23 giugno ha difeso il titolo con successo contro Dolph Ziggler. Nella puntata di Raw del 30 giugno l'Intercontinental Championship è stato reso vacante a causa di una lussazione alla spalla: il titolo è stato messo in palio a Battleground in una battle royal vinta da The Miz.
Barrett ha fatto il suo ritorno nella puntata di Raw del 29 dicembre 2014 sconfiggendo Cesaro. Nella puntata di Raw del 5 gennaio 2015 ha vinto l'Intercontinental Championship per la quinta volta, sconfiggendo Dolph Ziggler in un two out of three falls match. Barrett ha perso un match non titolato contro Sin Cara nella puntata di SmackDown del 9 gennaio, ma nella puntata successiva di SmackDown ha difeso con successo il titolo contro Cara. Alla Royal Rumble ha preso parte all'omonimo match entrando con il numero 27, ma è stato eliminato da Dolph Ziggler.
Successivamente Barrett ha iniziato una faida con Dean Ambrose per l'Intercontinental Championship; in questo periodo ha ottenuto uno spazio negli show, chiamato BNZ (Bad News Zone, parodia del famoso sito di gossip TMZ), durante il quale ha eseguito dei promo. Nella puntata di Raw del 17 febbraio è stato forzato da Ambrose a firmare il contratto per un match valevole per il titolo a Fastlane, dove Barrett ha mantenuto il titolo dopo che Ambrose si è fatto squalificare. Barrett ha perso il titolo a WrestleMania 31 in un ladder match vinto da Daniel Bryan. A Extreme Rules avrebbe dovuto affrontare Bryan per l'Intercontinental Championship, ma il match è stato cancellato a causa di un infortunio del campione; Barrett ha invece sfidato Neville nel pre-show, uscendone sconfitto.

#### King of the Ring (2015–2016)
Barrett ha poi vinto il torneo King of the Ring il 28 aprile, sconfiggendo prima Dolph Ziggler la notte precedente a Raw nei quarti di finale, R-Truth nelle semifinali e infine vendicando la sua sconfitta contro Neville nella finale. Dopo questa vittoria, il suo ring name è stato cambiato in King Barrett. A Payback, la rivalità tra Barrett e Neville è culminata in un match che Barrett ha perso per countout. King Barrett ha preso parte all'Elimination Chamber match per il vacante Intercontinental Championship, ma è stato il primo ad essere eliminato da R-Truth. Nel pre-show di Money in the Bank ha perso contro R-Truth. A Battleground ha poi avuto la sua rivincita contro Truth, mantenendo così il suo "titolo reale".
Barrett ha poi formato un'alleanza con Stardust nota come "The Lords of Darkness"; i due hanno affrontato Neville e l'attore Stephen Amell in un tag team match a SummerSlam, dove sono stati sconfitti quando Neville ha schienato Barrett per ottenere la vittoria, con Stardust ha tradito Barrett per aver perso il match la notte successiva a Raw, terminando così la loro alleanza. Nel settembre 2015 si è preso del tempo libero per prendere parte alle riprese del film d'azione di genere thriller co-prodotto da WWE Studios e Richwater Films intitolato Eliminators - Senza regole. Barrett ha fatto il suo ritorno nella puntata di Raw del 28 settembre e ha formato un tag team con Sheamus. Barrett ha poi preso parte al tradizionale 5-on-5 elimination match a Survivor Series insieme a Sheamus e ai membri del New Day (Big E, Kofi Kingston e Xavier Woods), ma hanno perso il match contro Ryback, gli Usos (Jimmy e Jey Uso) e i Lucha Dragons (Kalisto e Sin Cara), con Barrett che è stato il primo eliminato.
La notte successiva a Raw è giunto in aiuto di Rusev e Sheamus contro Roman Reigns e nella puntata di Raw del 30 novembre, dopo aver aiutato Sheamus a mantenere il WWE World Heavyweight Championship per squalifica contro Reigns, è stato annunciato dallo stesso Sheamus che lui, Barrett, Alberto Del Rio e Rusev hanno formato una fazione nota come League of Nations.

A Roadblock del 12 marzo 2016 Barrett e Sheamus hanno affrontato Big E e Kofi Kingston del New Day per il WWE Tag Team Championship ma sono stati sconfitti. La League of Nations (Sheamus, Del Rio e Rusev), con Barrett nel ruolo di manager, ha tuttavia trionfato sul New Day in un Six-man Tag Team match non titolato il 3 aprile a WrestleMania 32. Nella successiva puntata di Raw del 4 aprile, però, Sheamus e Barrett sono stati sconfitti da Big E e Kingston del New Day in un match titolato. A seguito di tale sconfitta Sheamus ha accusato Barrett di essere "l'elemento debole" della stable e, con l'aiuto di Rusev e Del Rio, ha colpito l'inglese con un Brogue Kick, sancendo così l'uscita di quest'ultimo dalla stable.
Il 6 maggio non rinnova il contratto con la WWE e viene svincolato.

### Circuito indipendente (2017–2020)
Dopo aver lasciato la WWE, Bennett lavorò spesso lontano dal ring. Passò il 2017 facendo apparizioni nella WhatCulture Pro Wrestling, successivamente diventata Defiant Wrestling, dove svolgeva la funzione di general manager. L'anno seguente, entrò nella World of Sport Wrestling come commentatore. Il 2 agosto 2019 la Defiant ha annunciato la sua chiusura per motivi finanziari.
Bennett apparve nell'ultima stagione di Lucha Underground, l'8 novembre 2018, prima ed unica sua apparizione dato che il programma chiuse poco tempo dopo. Nel dicembre 2019 svolse la funzione di commentatore e telecronista nella National Wrestling Alliance durante il PPV NWA Power.

### Ritorno in WWE (2020–presente)
Il 26 agosto 2020 è apparso come telecronista di NXT in sostituzione temporanea di Mauro Ranallo; il 17 settembre 2020 è stato confermato il suo ritorno a tempo pieno.
A partire dal 7 ottobre 2022 è diventato il nuovo telecronista di SmackDown al fianco di Michael Cole.

## Vita privata
Stuart Bennett ha avuto una relazione di circa due anni con la collega Victoria Crawford, meglio conosciuta con il ring name Alicia Fox.
È un grande tifoso del Preston North End, squadra di calcio di cui possiede una piccola quantità di quote di mercato.

## Personaggio

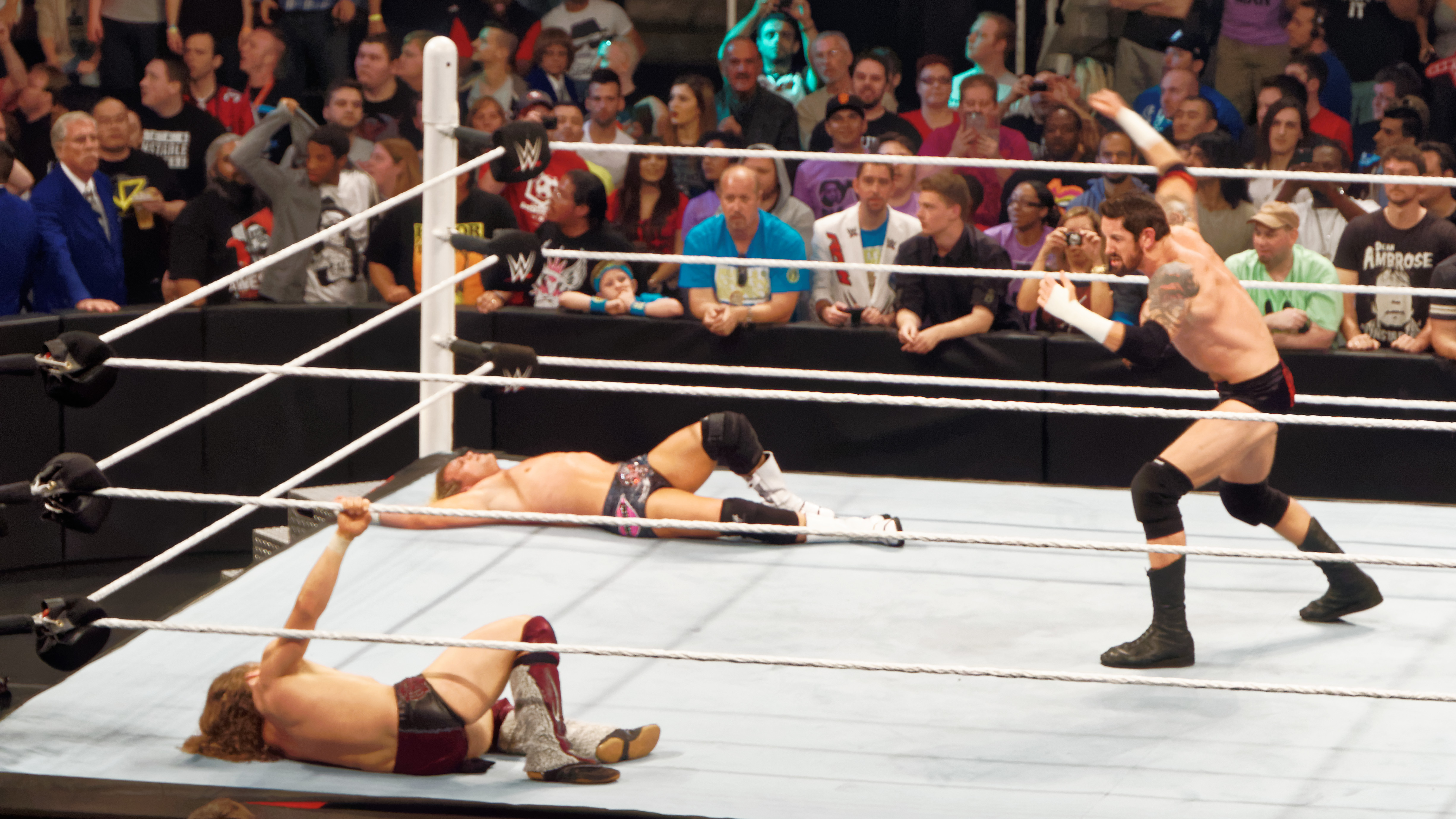
Wade Barrett mentre si appresta ad eseguire il Bull Hammer

### Mosse finali
- Bull Hammer (Elbow smash)
- Wasteland (Forward fireman's carry slam)

### Soprannomi
- "Bare Knuckle Brawler"
- "Cosmic King"
- "His Majesty"
- "Jackal"
- "King of Bad News"
- "Mr. Bad News"
- "Pinnacle"
- "Preston Panter"

## Titoli e riconoscimenti
- Dropkixx Wrestling

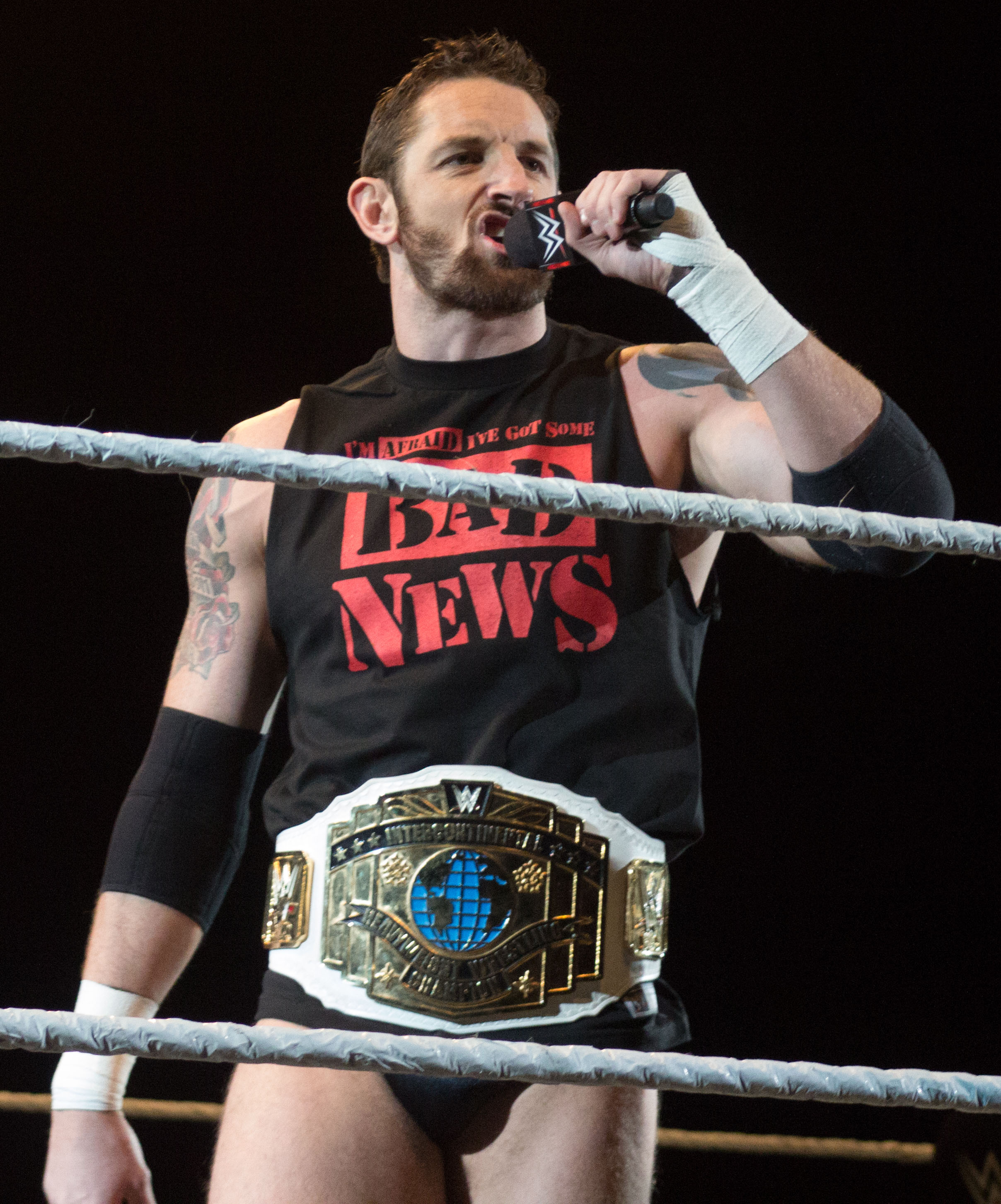
Bad News Barrett con il WWE Intercontinental Championship, titolo che ha detenuto cinque volte

  - European Heavyweight Championship (1)
- Florida Championship Wrestling
  - Florida Tag Team Championship (1) – con Drew McIntyre
- International Championship Wrestling
  - European Heavyweight Championship (1)
- Ohio Valley Wrestling
  - Southern Tag Team Championship (1) – con Paul Burchill
- Pro Wrestling Illustrated
  - 20º tra i 500 migliori wrestler singoli nella PWI 500 (2011)
- World Wrestling Entertainment
  - NXT (2010)
  - King of the Ring (2015)
  - WWE Intercontinental Championship (5)

## Filmografia
- Dead Man Down, regia di Niels Oplev (2013)
- Eliminators, regia di James Nunn (2016)
- I Am Vengeance, regia di Ross Boyask (2018)
- I Am Vengeance: Retaliation, regia di Ross Boyask (2020)